# Луций Вергиний (трибун 449 пр.н.е.)
Вижте пояснителната страница за други личности с името Луций Вергиний.
Луций Вергиний (на латински: Lucius Virginius) е политик на Римската република през 5 век пр.н.е.
Произлиза от плебейската фамилия Вергинии. Вероятно той е баща на Вергиния, която убива през 451 пр.н.е., заради обидите от децемвира Апий Клавдий Крас. Това води до бунт срещу децемвирата и неговото разпадане.
Луций Вергиний участва през 458 пр.н.е. като центурион в римската армия в битката на планината Алгид против еквите при суфектконсула Авгурин и диктаторa Цинцинат. През 449 пр.н.е. той е народен трибун заедно с още девет колеги. Той е в опозиция на децемвирите.